# Гевара, Сэмми
Самуэль Мойзес Гева́ра (англ. Samuel Moises Guevara), род. 28 июля 1993, Кэти) — американский рестлер кубинского происхождения. В настоящее время выступает в All Elite Wrestling (AEW).
Гевара начал карьеру рестлера в 2013 году и прошёл подготовку в школе Букера Ти Reality of Wrestling. В течение нескольких лет он выступал за несколько независимых промоушенов в США, таких как Major League Wrestling (MLW), Evolve и Pro Wrestling Guerrilla (PWG), а также за международные промоушены, такие как DDT Pro-Wrestling. В 2018 году Гевара появился в 4-м сезоне Lucha Underground. Благодаря работе в Lucha Underground он начал выступать в Lucha Libre AAA Worldwide (AAA), где стал чемпионом мира AAA в полутяжёлом весе.
В 2019 году Гевара подписал контракт с недавно созданным американским промоушеном All Elite Wrestling, где стал одним из основателей группировки «Внутренний круг» вместе с Крисом Джерико, Джейком Хагером, Сантаной и Ортизом.

## Карьера в рестлинге

### Ранняя карьера (2013–2019)
Гевара впервые выступил в крупном рестлинг-промоушене 5 января 2013 года в составе National Wrestling Alliance. Он дебютировал в Pro Wrestling Guerrilla (PWG) на турнире Battle of Los Angeles 2017, где выбыл в четвертьфинале. На шоу PWG Bask In His Glory в мае 2018 года Гевара встретился с чемпионом мира PWG ВАЛЬТЕРОМ, но потерпел поражение. Гевара появился в четвёртом сезоне Lucha Underground. 28 апреля 2019 года он выиграл чемпионство PWFP, победив действующего чемпиона Раджу Навида на шоу Rumble in Pakistan. Однако он потерял титул из-за того, что не защищал его более 340 дней. 7 декабря 2017 года Гевара дебютировал в Major League Wrestling (MLW). В 2018 году он неоднократно выступал в телевизионной программе MLW — Fusion.

### Lucha Libre AAA Worldwide (2018–2019)
Гевара дебютировал в Lucha Libre AAA World Wide на шоу Verano de Escándalo 2018. Он выиграл титул чемпиона мира AAA в полутяжёлом весе на ежегодном шоу Triplemanía XXVI в августе, а 16 февраля 2019 года проиграл его Ларедо Киду. На Triplemanía XXVII Гевара объединился со Скарлетт Бордо в матче за титул смешанных командных чемпионов мира AAA, но они потерпели неудачу.

### All Elite Wrestling (2019–н.в.)
7 февраля 2019 года было объявлено, что Гевара подписал контракт с новообразованной организацией All Elite Wrestling (AEW). На первом шоу промоушена, Double or Nothing, Гевара потерпел поражение от Кипа Сабиана. 13 июля на Fight for the Fallen Гевара вместе с MJF и Шоном Спирсом победил Дарби Аллина, Джимми Хэвока и Джоуи Джанелу. 2 октября на премьерном эпизоде AEW Dynamite Гевара проиграл Коди. После матча Гевара пожал руку Коди, после чего чемпион мира AEW Крис Джерико напал на Коди сзади. Они создали группировку, которая стала известна как «Внутренний круг».
В 2020 году Гевара начал враждовать с Дарби Аллином, одновременно помогая Джерико в его противостояниях и защитах чемпионского титула. На Revolution 29 февраля 2020 года Гевара был побежден Аллином. На шоу Double or Nothing «Внутренний круг» встретился с Мэттом Харди и «Элитой» (Адам Пейдж, Кенни Омега и «Янг Бакс») в матче Stadium Stampede, но не смог одержать победу.
22 июня 2020 года Гевара был отстранен AEW после того, как выяснилось, что он во время подкаста в январе 2016 года неуместно пошутил о желании сексуально напасть на рестлера WWE Сашу Бэнкс. Позже он записал видео на YouTube, в котором извинился за свои высказывания и взял на себя ответственность за свои слова. Позже в тот же день Бэнкс объявила, что они с Геварой поддерживают контакт друг с другом, что он извинился перед ней и что они провели «открытую дискуссию», чтобы помочь ему осознать серьёзность его комментариев. Условиями его отстранения было то, что он должен был пройти тренинг по повышению чувствительности, а его зарплата за период отстранения будет пожертвована в женский центр Джексонвилля. Гевара вернулся 22 июля на AEW Dynamite.
29 сентября Гевара выиграл титул чемпиона TNT AEW на Dynamite, победив Миро.
На шоу AEW Rampage: Holiday Bash 2021 проиграл титул чемпиона TNT AEW в матче против Коди Роудса. Cэмми продержал титул 87 дней и провёл защиты против Бобби Фиша, Джея Литала, Тони Ниса и Итана Пейджа.
На шоу AEW Battle for the Belts 2022 сразился против Дастина Роудса за право стать временным чемпионом TNT AEW, поскольку действующий чемпион Коди Роудс выбыл из строя из-за коронавируса. На шоу AEW Dynamite: Beach Break 2022 сразился против  Коди Роудса в матче с лсетницами за право стать неоспоримым чемпионом TNT AEW и победил.
9 марта 2022, в ходе Dynamite, Гэвара проиграл титул Скорпио Скай. Он вернул себе титул 16 апреля на Battle of the Belts II, но проиграл его вновь Скаю 2 недели спустя.

## Личная жизнь
Гевара состоял в отношениях в течение 8 лет с Памеллой Низио, медицинским работником на 3 года младше его. Она получила степень бакалавра психологии в Хьюстонском университете. В августе 2021 года он сделал ей предложение на шоу AEW в Хьюстоне прямо посреди ринга, однако вскоре после этого, в октябре того же года, они расстались.
С января 2022 года Гевара состоит в отношениях с коллегой, рестлером AEW Тай Конти. В августе 2022 года Гевара и Конти провели свадебную церемонию.

## Титулы и достижения
- Adrenaline Pro Wrestling
  - APW Gladiator Championship (1 раз)[21]
- All Elite Wrestling
  - Чемпион TNT AEW (3 раза)
  - Временный чемпион TNT AEW (1 раз)
- CBS Sports
  - Худший момент года (2020) пр. Мэтта Харди на All Out (2020)[22]
- Inspire Pro Wrestling
  - Inspire Pro Junior Crown Championship (2 раза)[23]
  - Inspire Pro Pure Prestige Championship (1 раз)[24]
- Lucha Libre AAA Worldwide
  - Смешанный командный чемпион ААА (1 раз) — с Тай Конти
  - Чемпион мира AAA в полутяжёлом весе (1 раз)[23]
- Другие титулы
  - Bull of the Woods Championship (1 time)[25]
- Pro Wrestling Federation of Pakistan
  - PWFP Ultimate Championship (1 time)[26]
- Pro Wrestling Illustrated
  - № 28 в топ 500 рестлеров в рейтинге PWI 500 в 2022[27]
- WrestleCircus
  - WC Ringmaster Championship (1 раз)[28]
  - WC Ringmaster Championship Tournament (2019)
  - WC Sideshow Championship (1 раз)[29]
- Wrestling Association of Reynosa City
  - WAR City Heavyweight Championship (1 раз)[30]
- Xtreme Wrestling Alliance
  - XWA Heavyweight Championship (1 раз)[31]